# Bistum Helena
Das Bistum Helena (lateinisch Dioecesis Helenensis, englisch Diocese of Helena) ist eine in den Vereinigten Staaten gelegene römisch-katholische Diözese mit Sitz in Helena. Es umfasst die neun Countys Lewis und Clark, Teton, Flathead, Lincoln, Missoula, Sanders, Powell, Granite, Ravalli, Deer Lodge, Silver Bow, Jefferson, Broadwater, Gallatin, Madison, Lake und Beaverhead plus Teil der Countys Meagher, Musselshell und Toole des Bundesstaates Montana.

## Geschichte
Papst Leo XIII. gründete das Apostolische Vikariat Montana am  5. März 1883 aus Gebietsabtretungen der Apostolischen Vikariate Idaho und Nebraska. Am 11. März 1883 bekam es auch einen Teil vom Territorium des Erzbistums Saint Louis hinzu.
Am 7. März 1884 wurde es zum Bistum erhoben und nahm seinen jetzigen Namen an. Einen Teil seines Territoriums verlor es am 18. Mai 1904 an das Bistum Great Falls-Billings.
Wie in vielen römisch-katholischen Bistümern gab es auch im Bistum Helena bis in die 1980er Jahre zahlreiche Missbrauchsfälle. Die zu zahlenden Entschädigungen in Millionenhöhe für die 362 anerkannten Opfer haben dazu geführt, dass das Bistum in finanzielle Schieflage geriet und 2014 Insolvenz anmelden musste.

## Ordinarien

### Apostolischer Vikar von Montana
- Jean-Baptiste Brondel (17. April 1883 – 7. März 1884)

### Bischöfe von Helena
- Jean-Baptiste Brondel (7. März 1884 – 3. November 1903)
- John Patrick Carroll (12. September 1904 – 4. November 1925)
- George Joseph Finnigan CSC (27. Mai 1927 – 14. August 1932)
- Ralph Leo Hayes (23. Juni 1933 – 26. Oktober 1935, dann Rektor des Päpstlichen Nordamerika-Kollegs)
- Joseph Michael Gilmore (9. Dezember 1935 – 2. April 1962)
- Raymond Gerhardt Hunthausen (8. Juli 1962 – 25. Februar 1975, dann Erzbischof von Seattle)
- Elden Francis Curtiss (4. März 1976 – 4. Mai 1993, dann Erzbischof von Omaha)
- Alexander Joseph Brunett (19. April 1994 – 28. Oktober 1997, dann Erzbischof von Seattle)
- Robert Charles Morlino (6. Juli 1999 – 23. Mai 2003, dann Bischof von Madison)
- George Leo Thomas (23. März 2004 – 28. Februar 2018, dann Bischof von Las Vegas)
- Austin Vetter (seit 8. Oktober 2019)

## Nachweise
1. ↑  „Die Welt“ vom 1. Februar 2014, abgerufen am 5. März 2018